# Lukovit (huyện)
Lukovit là một huyện thuộc tỉnh Lovech, Bungaria. Dân số thời điểm năm 2001 là 21466 người.